# Flickorna Gyurkovics
Flickorna Gyurkovics är en svensk-tysk komedi från 1926 i regi av Ragnar Hyltén-Cavallius.

## Om filmen
Filmen premiärvisades 26 december 1926. Den spelades in vid UFA-ateljéerna i Berlin-Tempelhof Tyskland med exteriörer från Héjas-godset, Kescskemét i Ungern av Carl Hoffmann. 
Som förlaga har man Ferenc Herczegs roman A Gyurkovics Lanyok (Flickorna Gyurkovics) som utgavs 1893, en dramatisering av romanen uppfördes på Folkteatern i Stockholm 1925. Filmen var Ragnar Hyltén-Cavallius debut som filmregissör.

## Rollista i urval
- Willy Fritsch – greve Horkay
- Betty Balfour – Mizzi
- Anna-Lisa Ryding – Katinka
- Lydia Potechina – fru Gyurkovics
- Ivan Hedqvist – överste von Radvanyi
- Werner Fuetterer – Geza, hans son
- Karin Swanström – grevinnan Emilie Hohenstein
- Stina Berg – grevinnan Aurore Hohenstein
- Gunnar Unger – löjtnant Semessey
- Axel Hultman – kapten Erdody
- Harry Halm – Tony Gyurkovics
- Elsa Temari – hans hustru
- Truus van Aalten – Lilly
- Sophie Pagay – lärarinna